# 21623 Albertshieh
21623 Albertshieh este un asteroid din centura principală de asteroizi.

## Descriere
21623 Albertshieh este un asteroid din centura principală de asteroizi. A fost descoperit pe 9 iunie 1999 la Socorro, New Mexico, în cadrul proiectului LINEAR. Asteroidul prezintă o orbită caracterizată de o semiaxă mare de 2,38 ua, o excentricitate de 0,09 și o înclinație de 3,3° în raport cu ecliptica.